# أنطونيو كارلوس رودريغوس دوس سانتوس جونيور
أنطونيو كارلوس رودريغوس دوس سانتوس جونيور هو لاعب كرة قدم برازيلي في مركز الوسط، ولد في 30 مارس 1989 في ريو دي جانيرو في البرازيل. لعب مع نادي أميريكانو ونادي فلامنغو.